# Margherita Sanna
Margherita Sanna (Orune, Cerdeña, 13 de febrero de 1904 - Orune, 19 de marzo de 1974) fue una de las primeras alcaldesas de la República Italiana.

## Biografía
Margherita Sanna nació en Orune el 13 de febrero de 1904, en una familia de pastores muy numerosa. En 1930 consiguió el título de bachiller en contabilidad en Sassari; obtuvo un trabajo en un banco, pero emplearon un hombre en su lugar. Para seguir su sueño de ser una maestra, fue a Cagliari, y en 1935 consiguió el diploma en magisterio. En los años siguientes se dedicó a su trabajo de maestra. En 1939 se inscribió en el Partido Nacional Fascista para continuar enseñando, pero fue contraria desde el principio a las ideas de la política de Mussolini. Era activa en la organización Azione Cattolica, fue un punto de referencia para los conciudadanos, y especialmente para las mujeres. Fue detenida y estuvo dos meses en la cárcel de Buoncammino en Cagliari bajo la acusación de espionaje a favor de los aliados ingleses. Después del fin de la Segunda Guerra Mundial el 7 de abril de 1946 fue elegida alcaldesa de Orune. Murió el 19 de marzo de 1974 en Orune.

## La actuación política de Margherita
Margherita Sanna fue elegida alcaldesa por la primera vez el 7 de abril de 1946 y en los años siguientes obtuvo ese cargo dos veces más. Fue alcaldesa hasta 1956 y nuevamente desde 1964 hasta 1966, cuando presentó su dimisión por motivos de salud. En 1956 fue elegida concejal provincial, y obtuvo el cargo de consejera de asistencia durante dos legislaturas. Ella se dedicó a obras para el bien de la sociedad, y fue especialmente activa en la lucha para la emancipación femenina. Ella mandó construir un lavadero municipal para que todas las mujeres de Orune no se alejaran a lavar la ropa en las oscuras carreteras de montaña,  después favoreció la creación de un ambulatorio pediátrico y de un parvulario.
La alcaldesa creó nuevas oportunidades de trabajo para su pueblo, realizando la primera sociedad cooperativa de pastores de Cerdeña en colaboración con Ennio Delogu.  Entre las actividades cabe citar el comedor escolar, el inicio de las obras de repoblación forestal y la instalación del pinar de Cucumache.

## Una alcaldesa de índole progresista
Por toda su vida se dedicó a la lucha para la emancipación de las mujeres y para llevar el progreso a su gente. Ella creía que con la instrucción, la legalidad y la política se podía hacer todo, si se unían con una cultura de cambio.
Su activismo preocupó el régimen fascista, que la inscribió en el Diccionario Biográfico de los antifascistas de Cerdeña.
“Ho sempre fermamente voluto che ognuno sia cosciente della propria autonomia di pensiero e sono convinta che dal confronto e dal dibattito nasca la democrazia”.
“Siempre he querido firmemente que cada uno sea consciente de su propia autonomía de pensamiento y estoy convencida de que desde el intercambio de opinión y el debate nace la democracia”.

## Margherita en la literatura
Carlo Levi la citó en la obra maestra Tutto il miele è finito: 
"Dal municipio - siamo nel 1952 - uscì una donna dai capelli grigi, avvolta in uno scialle da contadina: era il sindaco di Orune".
"Del ayuntamiento - estamos en el 1952 - salió una mujer canosa, envuelta en un chal de campesina: era la alcaldesa de Orune".
En 2008 el ayuntamiento de Orune, con el patrocinio de la provincia de Nuoro, publicó un libro llamado “Sa Sindachessa Margherita Sanna” sobre su vida.
Mario Cherchi le dedicó el poema “Po Margherita Sanna” el 16 de diciembre de 2016.